# Andreas Romar
Andreas Romar, né le 4 septembre 1989 à Korsholm, est un skieur alpin finlandais. 
Il a en outre obtenu une médaille de bronze à l'occasion des Championnats du monde junior 2009 en descente à  Garmisch-Partenkirchen. Au niveau mondial, il compte quatre résultats dans le top dix en championnat du monde dont une quatrième place en 2013.

## Biographie
Membre du club de ski de Vaasa, il fait ses débuts officiels lors de la saison 2004-2005. En 2006-2007, il fait son entrée dans l'équipe nationale, gagnant plusieurs courses FIS pour concourir en Coupe d'Europe, puis en Coupe du monde au slalom de Kitzbühel, avant une sélection aux Championnats du monde à Åre. Après une saison sans résultat majeur, il entame la saison 2008-2009 en forme avec son premier podium en Coupe d'Europe au slalom indoor d'Amnéville. Plus tard, il remporte la médaille de bronze en descente aux Championnats du monde junior à Garmisch-Partenkirchen derrière deux Italiens.
Andreas Romar participe aux Jeux olympiques d'hiver de 2010, où il est 42e de la descente et 30e du slalom géant, abandonnant ses trois autres courses. Cet hiver, il signe un deuxième podium en Coupe d'Europe en descente.
2010-2011 voit Romar courir majoritairement dans la Coupe du monde pour la première fois dans, marquant des points en descente (21e) et en super combiné (15e) à Chamonix. Quelques semaines plus tard, aux Championnats du monde 2011 à Garmisch-Partenkirchen, il réalise sa première performance dans le top dix avec une neuvième place au super combiné. En fin de saison, il devient champion de Finlande de slalom géant. En décembre 2011, dans la Coupe du monde, il confirme ses progrès avec une septième place en super G à Val Gardena, résultat qu'il égale au mois de mars suivant à Kvitfjell.
C'est en 2013, qu'il signe ses meilleurs résultats sur la scène mondiale, à l'occasion des Championnats du monde à Schladming, où après une cinquième place en descente, il se classe quatrième du super-combiné à 17 centièmes du troisième Romed Baumann. Cet hiver, il obtient ses deux derniers top dix dans la Coupe du monde, un en super G et un en combiné.
Sur l'entraînement à la Coupe du monde à Lake Louise fin 2013, il chute et se fait une fracture au talon et doit déclarer forfait pour les prochaines compétitions. Sa récupération doit prendre plus longtemps que prévu et Romar manque aussi les Jeux olympiques de Sotchi.
Romar parvient à retrouver les pistes de la Coupe du monde dès le début de la saison 2014-2015, mais n'obtient aucun résultat dans le top 30. Finalement, c'est dans sa discipline fétiche, le super-combiné, qu'il s'illustre à l'occasion des Championnats du monde à Beaver Creek, où il arrive à s'engouffrer au septième rang. Lors de la saison 2015-2016, sa forme n'est pas tellement meilleur, faisant au mieux 19e dans l'élite sur une descente. Il n'est pas sectionné pour les Championnats du monde 2017.
Il revient aux Jeux olympiques en 2018, où, en tant que seul représentant finlandais de son sport, il est 31e de la descente et du super G et 24e du combiné.
Il dispute sa dernière saison au niveau international en 2018-2019, où il participe pour la sixième fois aux Championnats du monde (20e du combiné notamment). Il doit son retirer en raison notamment de dommages au cartilage au niveau du genou.

## Palmarès

### Jeux olympiques d'hiver
| Épreuve / Édition   | Descente | Super G | Slalom géant | Slalom  | Super combiné |
| JO 2010 Vancouver   | 42e      | Abandon | 30e          | Abandon | Abandon       |
| JO 2018 Pyeongchang | 31e      | 31e     |              |         | 24e           |

### Championnats du monde
| Épreuve / Édition | Åre 2007 | Val d'Isère 2009 | Garmisch Partenkirchen 2011 | Schladming 2013 | Vail - Beaver Creek 2015 | Åre 2019 |
| Descente          | 42e      | -                | 27e                         | 5e              | -                        | 39e      |
| Super G           | 48e      | -                | Abandon                     | 17e             | -                        | Abandon  |
| Slalom géant      | -        | -                | 27e                         | -               | -                        | -        |
| Slalom            | -        | Disqualifié      | -                           | -               | -                        | -        |
| Combiné           | -        | -                | 9e                          | 4e              | 7e                       | 20e      |

### Coupe du monde
Il termine cinq fois dans le top dix en Coupe du monde.
- Meilleur classement général : 38e en 2012.

#### Classements en Coupe du monde
| Année/Classement | Année/Classement | Général | Général | Descente | Descente | Super G | Super G | Slalom géant | Slalom géant | Slalom | Slalom | Combiné | Combiné |
| ---------------- | ---------------- | ------- | ------- | -------- | -------- | ------- | ------- | ------------ | ------------ | ------ | ------ | ------- | ------- |
| Année/Classement | Année/Classement | Class.  | Points  | Class.   | Points   | Class.  | Points  | Class.       | Points       | Class. | Points | Class.  | Points  |
| 2011             | 2011             | 96e     | 57      | 46e      | 14       | 41e     | 13      | -            | -            | -      | -      | 27e     | 30      |
| 2012             | 2012             | 38e     | 240     | 36e      | 38       | 15e     | 139     | -            | -            | -      | -      | 15e     | 63      |
| 2013             | 2013             | 41e     | 170     | 32e      | 56       | 19e     | 58      | -            | -            | -      | -      | 7e      | 56      |
| 2016             | 2016             | 122e    | 19      | 46e      | 12       | 56e     | 3       | -            | -            | -      | -      | 44e     | 4       |
| 2017             | 2017             | 124e    | 15      | -        | -        | -       | -       | -            | -            | -      | -      | 28e     | 15      |
| 2018             | 2018             | 129e    | 15      | 50e      | 9        | -       | -       | -            | -            | -      | -      | 35e     | 6       |
| 2019             | 2019             | 147e    | 5       | 55e      | 4        | -       | -       | -            | -            | -      | -      | 45e     | 1       |

### Championnats du monde junior
- Garmisch-Partenkirchen 2009 :
  -  Médaille de bronze en descente.

### Coupe d'Europe
- 2 podiums.

### Coupe nord-américaine
- 3 podiums.

### Championnats de Finlande
- Champion du slalom géant en 2011.
- Champion de la descente en 2017, 2018.
- Champion du super G en 2018 et 2019.
- Champion du combiné en 2017.